# Foho Acobau
Der Foho Acobau ist ein osttimoresischer Berg in der Aldeia Rai Cuac (Suco Lahane Ocidental, Verwaltungsamt Vera Cruz, Gemeinde Dili), etwa vier Kilometer von der Nordküste Timors entfernt. Der Berg mit einer Höhe von 340 m dehnt sich entlang der Grenze zwischen den zur Landeshauptstadt Dili gehörenden Sucos Lahane Oriental und Lahane Ocidental aus. Nach Norden geht er über in den Foho Marabia (287 m) und nach Süden reicht er an den Suco Dare, von wo aus der Gebirgszug bis zum Foho Fatossuka (856 m) im Suco Cotolau ansteigt.